# Batabanó
Batabanó est une ville et une municipalité de Cuba dans la province de Mayabeque.

## Géographie

### Situation
Batabanó se trouve dans l'est de la partie occidentale de l'île de Cuba, dans le sud de la province de Mayabeque, à 53 km sud de La Havane et 38 km sud de sa capitale de province San José de las Lajas.
La ville est à 4 km nord de son port Surgidero de Batabanó, sur la côte du golfe de Batabanó.

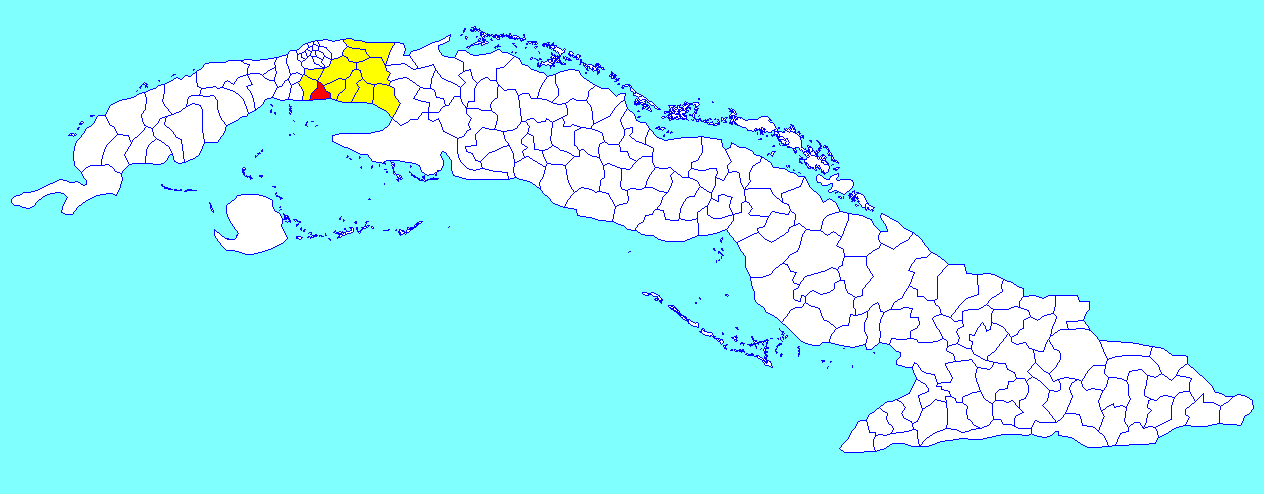
Municipalité de Batabanó dans la province de Mayabeque

### Divisions administratives
Batabanó a cinq consejos populares :
- Batabanó
- Surgidero de Batabanó
- Camacho
- Pozo Redondo
- La Julia

## Population
En 2022 la population de la municipalité est estimée à 27 232 habitants. Pour une surface de 251,8 km2, la densité est de 108,2 habitants/km².

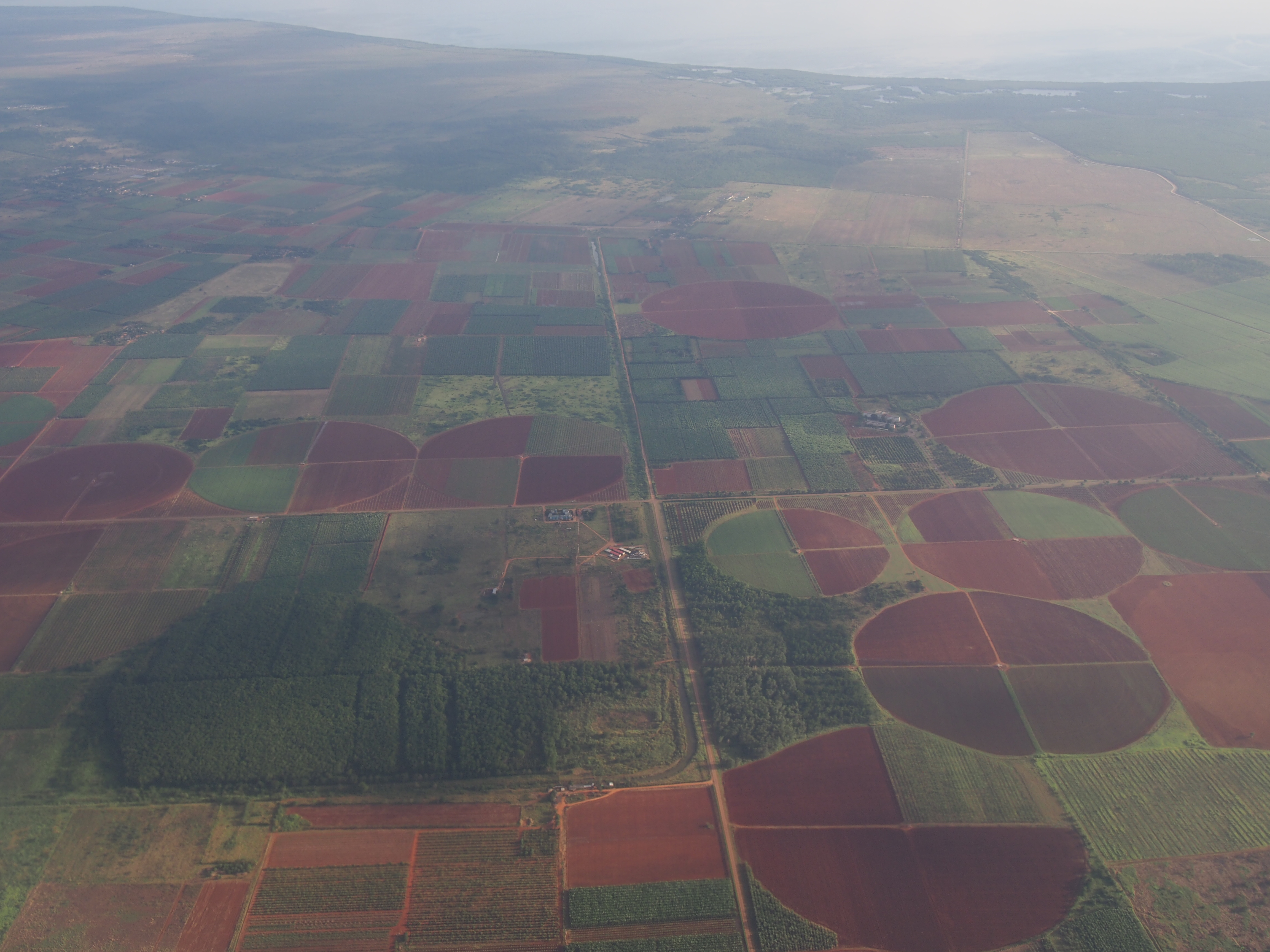
Campagne de Batabanó et la ville au fond, vue depuis La Julia
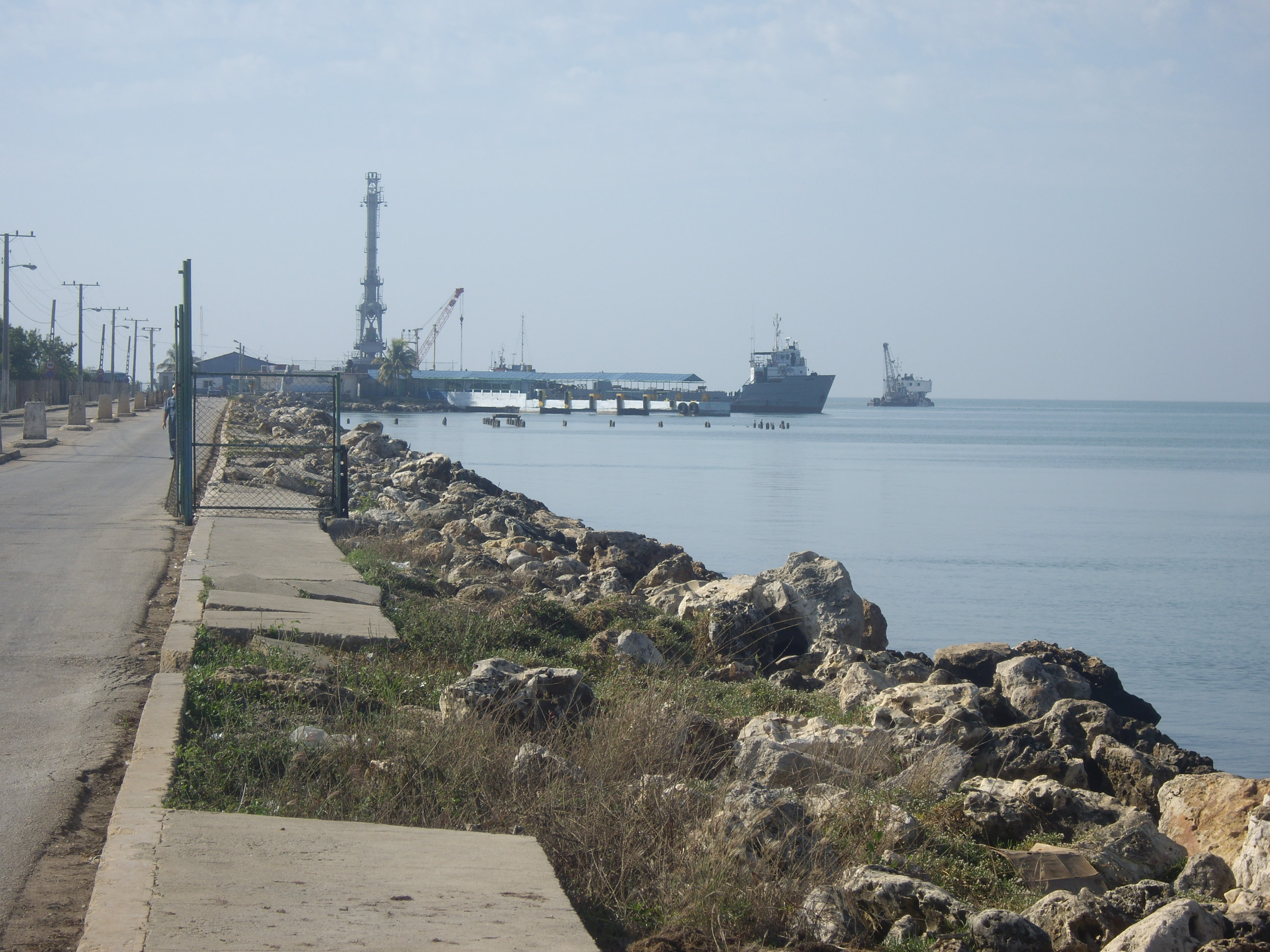
Surgidero de Batabanó, le port
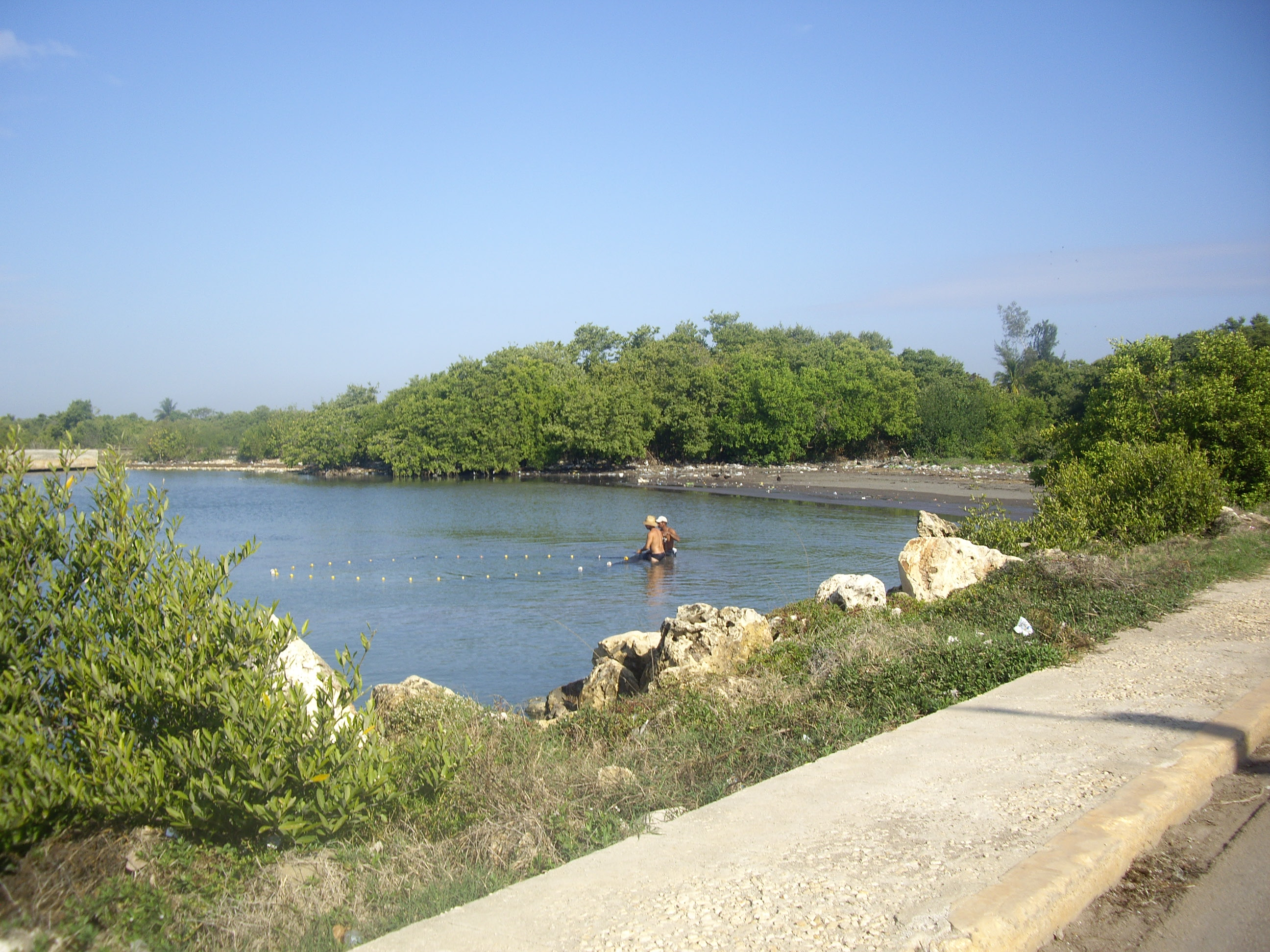
Pêcheurs à Surgidero de Batabanó

## Personnalités nées à Batabanó
- Norberto Collado Abreu, capitaine du Granma, né en 1921